# 메가트론

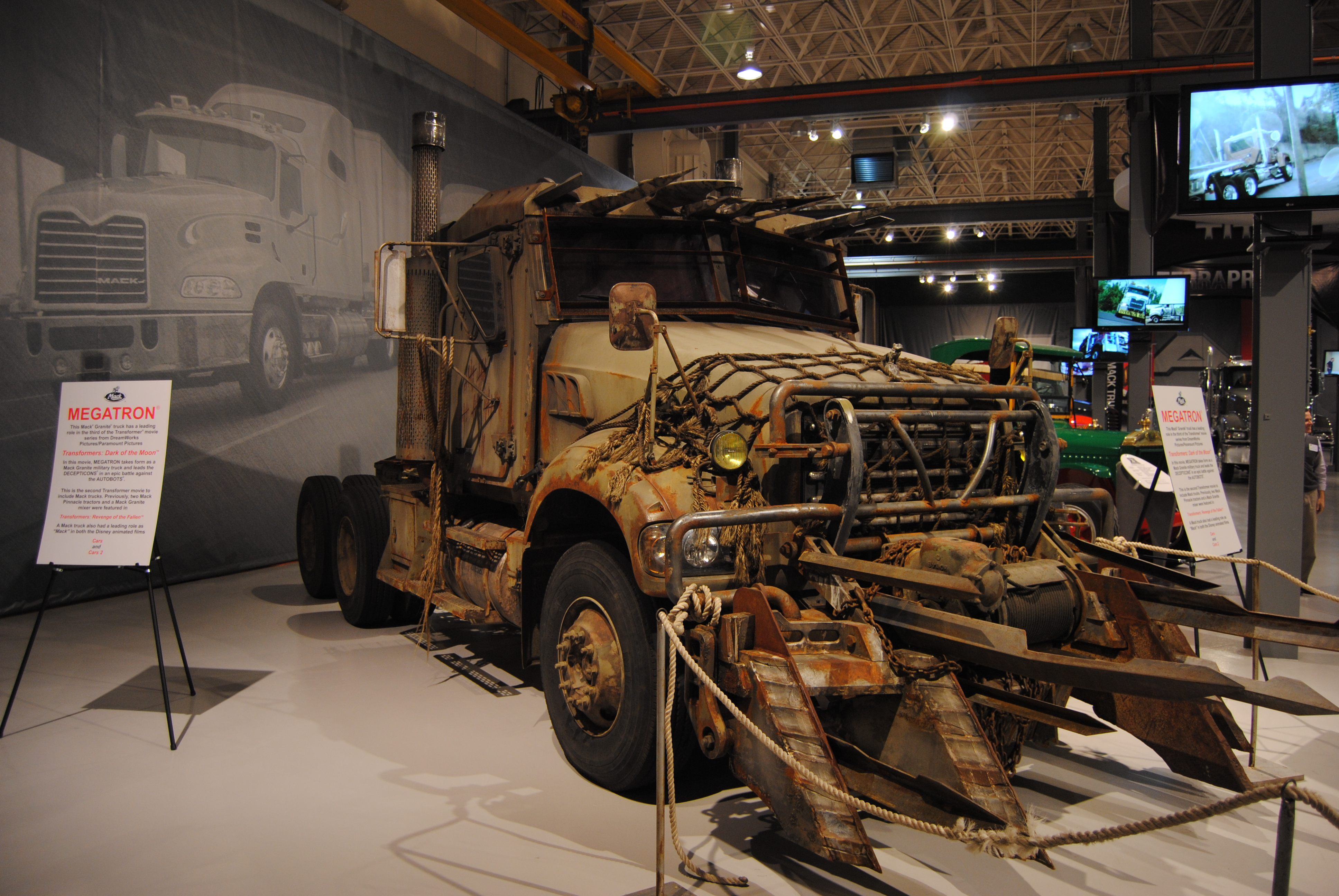

트랜스포머 프랜차이즈에서 등장하는 메가트론 (Megatron)은 여러 캐릭터이며 디셉티콘의 리더이다. 다중우주 설정으로 다른 세계관, 다른 작품의 메가트론도 등장하나 다른 인물들이다. 비스트 워즈, 비스트 머신즈에서 등장하는 메가트론은 다른 인물이며 프레데콘, 비콘에 대장이다. 원작 G1 애니메이션에서는 발터 P38 변형한다. 다른 작품들에서는 사이버트론 제(전투기, 탱크)로 변형한다.

## 상세
트랜스포머 프랜차이즈 작품마다 옵티머스 프라임과 경쟁 관계이다. 메가트론은 이름 없는 신분이 낮은 사이버트론인이었으나 이후 사이버트론 검투사으로 바뀐다. 열세 명의 최초의 트랜스포머들 중 메가트로너스 프라임에 이름을 따 자신의 이름을 메가트로너스로 하고 후일에 다시 메가트론으로 이름을 바꾼다.

## 성우
- 트랜스포머 G1 (원작), 트랜스포머 프라임 - 프랭크 웰커
- 트랜스포머 실사영화 시리즈 1편 ~ 3편 - 휴고 위빙, 5편 - 프랭크 웰커
- 트랜스포머 애니메이티드 - 코리 버튼
- 트랜스포머: 워 포 사이버트론, 트랜스포머: 폴 오브 사이버트론 - 프레드 태터쇼어

## 기타
캐릭터 메가트로너스(폴른) (Megatronus)와 예전 이름이 똑같으나 다른 캐릭터이다.